# Інститут філології та журналістики ЖДУ імені Івана Франка
Навчально-науковий інститут філології та журналістики — структурний підрозділ Житомирського державного університету імені Івана Франка, найдавніший на Житомирщині багатогалузевий навчально-науковий комплекс, який готує учителів, учених-філологів, журналістів.
Діяльність Навчально-наукового інституту філології та журналістики спрямована на формування нової генерації фахівців, які на основі оволодіння глибокими спеціальними й фундаментальними знаннями здатні до творчої самостійної роботи.
Навчально-науковий інститут філології та журналістики підтримує партнерські зв’язки з університетами різних країн світу. Починаючи з 2004 року укладено угоди про наукову та культурну співпрацю з навчальними закладами Польщі, Чехії, Македонії. У наступні роки заплановано укладання угод із посольствами європейських країн про стажування студентів, проходження ними лінгвістичної та педагогічної практики у вишах Польщі, Чехії, Македонії, Словаччини, Німеччини, Італії, Франції.
Студенти мають можливість навчатися за системою подвійного диплома (одночасно отримувати освіту в нашому інституті та у провідних навчальних закладах Європи). Вже з цього року студенти проходять семестрове стажування в Поморській академії (м. Слупськ, Польща), а влітку для всіх бажаючих проводиться літній інтенсивний курс польської мови. У рамках проекту студенти під час канікул мають змогу пройти стажування в мовно-методичній школі міста Кельце (Польща).
В інституті філології та журналістики діють центри полоністики та богемістики, завдяки яким, студенти мають можливість вивчати польську та чеську мови.
Розширюються та зміцнюються зв’язки навчально-наукового інституту філології та журналістики з міжнародними фундаціями та установами, зокрема з Корпусом Миру США, який направляє для роботи зі студентами інституту координаторів своєї установи.
Для студентів інституту регулярно читають лекції провідні вітчизняні та зарубіжні філологи. Кілька років поспіль діє проект «Провідні славісти світу — у Житомирському університеті». Щороку із публічними лекціями перед студентами-філологами виступають професори Ягелонського, Варшавського університетів, університету Марії-Кюрі Склодовської (Польща), та Будапештського (Угорщина) університету.
Випускники Навчально-наукового інституту філології та журналістики працюють в Україні й за кордоном (Росія, США, Німеччина, Польща, Чехія та ін.). Багато з них стали відомими педагогами, вченими, журналістами, митцями. Кращі випускники мають змогу продовжити навчання в аспірантурі університету.

## Напрямки, спеціальності та спеціалізації
- Філологія. Спеціальність: Українська мова і література та мова і література (англійська)
- Філологія. Спеціальність: Українська мова і література. Спеціалізація: українознавство
- Філологія. Спеціальність: Мова та література (російська, англійська)
- Філологія. Спеціальність: Мова та література (польська)
- Видавнича справа та редагування
- Реклама та зв'язки з громадськістю

## Історія створення інституту
Житомирська філологія має давню й славну історію. Ще задовго до відкриття в 1919 році Волинського інституту народної освіти (тепер Житомирського державного університету імені Івана Франка) та його ровесника — філологічного факультету (тепер інституту філології та журналістики) у стінах Першої житомирської чоловічої гімназії навчалися й працювали без перебільшення знакові особистості не лише в царині україністики, але й славістики. Ю. І. Крашевський, Т. Бобровський, А. Коженьовський, Л. Совінський, К. Михальчук, Л. Рафальський, В. Боцяновський, В. Короленко, В. Кравченко, Є. Ненадкевич, В. Гнатюк, Борис Тен — це далеко не повний перелік імен філологів, чия подвижницька праця, можливо, на багато років визначила подальші напрями студій українських літературознавців та лінгвістів.
Відкриття навчального закладу відбулося 16 жовтня 1919 року. Протягом десятиріч змінювалися не тільки його назви: Волинський інститут народної освіти, Інститут соціального виховання, Житомирський учительський інститут, Житомирський державний педагогічний інститут, Житомирський державний педагогічний університет і, нарешті, Житомирський державний університет, — але й структура факультетів, одні відкривалися, а інші — навпаки. Зокрема, словесно-історичний факультет пізніше назвали мовно-літературним, історико-філологічним, філологічним тощо. Деканами словесно-історичного факультету в передвоєнні роки були Є. Ненадкевич, Ф. Шамес, Є. Волотовський (1937–1938), М. Богацька (1938), І. Гордієнко (1939), А. Яценюк (1939–1941).
Наприкінці 40-х—60-х років на факультеті працювали такі відомі викладачі-філологи: завідувачі кафедри української мови доценти Т. Баймут, М. Богдан, завідувачі кафедри української літератури доценти І. Шанюк, М. Щуренко, О. Бойко, С. Пінчук, завідувач кафедри російської мови А. Папіна, завідувач кафедри російської та зарубіжної літератури професор П. Сербін, доценти С. Радчук-Павленко, Я. Ривкіс; а також професори Д. Ганич, Л. Венгеров та доценти Є. Кудрицький, Н. Титаренко, Л. Пивоварський, Г. Кисельов, М. Лєцкін, Л. Підлужна й ін. Викладачі Т. Баймут, Г. Сарнацька й вчителька Г. Щасна у 1958 році видали підручник з російської мови (синтаксис) для шкіл, за яким тривалий час навчалися учні в школах України.
Деканами факультету працювали: викладач О. Масюкевич, доценти С. Радчук-Павленко (1948–1954, 1956–1964, 1967–1971, 1972), Я. Ривкіс (1964–1967), С. Щерба (1971–1972), Г. Кисельов (1972–1975), І. Роздобудько (1975–1981), С. Пультер (1981–1996), І. Плотницька (1996–1998), Т. Недашківська (2003–2005), професор Л. Монастирецький (1998–2003, 2005–2007). У 2007 році на базі філологічного факультету створено інститут філології та журналістики, директором якого обрано доктора філологічних наук, професора В. Мойсієнка; з 2013 року — кандидата педагогічних наук, доцента В. Халіна.
В інституті постійно проводять наукові конференції з різних напрямків філології. Найрезонанснішими були всесоюзні (1983) та всеукраїнські (1990, 2000, 2004) наради, конференції з діалектології та міжнародні з етнолінгвістики (2005, 2006, 2007), з історії української мови (2015). Також проведено значну кількість заходів щодо проблем сучасного літературознавства та творчості українських і зарубіжних письменників, а саме: Всеукраїнські наукові конференції, присвячені творчості Т. Шевченка, І. Франка, Лесі Українки, І. Котляревського, Г. Сковороди, М. Коцюбинського, М. Рильського, Б. Тена (М. Хомичевського), О. Ольжича, В. Земляка, Є. Кудрицького, В. Шевчука та ін.
Доброю традицією в інституті стали зустрічі студентів з відомими письменниками, серед яких М. Рильський, А. Малишко, В. Боков, О. Вишня, О. Гончар, М. Стельмах, В. Канівець, В. Кучер, Є. Гуцало, В. Шевчук, М. Клименко, А. Журавський, О. Мусієнко, І. Драч, Є. Дудар, Д. Павличко, Є. Пашковський, В. Медвідь, М. Матіос та ін.
Сьогодення інституту
Велику увагу на кафедрах інституту приділяють науковій роботі. Основні її напрямки: історія та теорія літератури, синхронічна й діахронічна діалектологія та етнолінгвістика, лінгвостилістика та методика викладання мов і літератур.
В інституті активно працюють та залучають до наукової роботи студентів. Випускниками інституту є професори, доктори філологічних наук — Білоус Петро Васильович, Єршов Володимир Олегович, Мойсієнко Віктор Михайлович; професор, доктор педагогічних наук — Кучерук Оксана Анатоліївна та доценти, доктори філологічних наук — Астрахан Наталія Іванівна, Левченко Галина Дмитрівна, Юрчук Олена Олександрівна, а також доценти, кандидати філологічних, педагогічних та філософських наук; старші викладачі, асистенти та лаборанти.
Сьогодні діяльність навчально-наукового інституту філології та журналістики спрямована на формування нової генерації фахівців, які на основі оволодіння глибокими спеціальними й фундаментальними знаннями здатні до творчої самостійної роботи.
Співпраця із закордонними навчальними закладами
Навчально-науковий інститут філології та журналістики підтримує партнерські зв’язки з університетами різних країн світу. Починаючи з 2004 року укладено угоди про наукову та культурну співпрацю з навчальними закладами Польщі, Чехії, Македонії. У наступні роки заплановано укладання угод із посольствами європейських країн про стажування студентів, проходження ними лінгвістичної та педагогічної практики у вишах Польщі, Чехії, Македонії, Словаччини, Німеччини, Італії, Франції.
Викладачі кафедр слов’янських та германських мов співпрацюють із Жешувським університетом, Інститутом польської мови Польської Академії Наук (IJP PAN) (Польща); української мови — з Університетом Марії-Кюрі Складовської (Люблін), з яким укладено угоду про співпрацю; Ягелонським університетом (Краків), Університетом імені Адама Міцкевича (Познань), Інститутом слов’янознавства (Москва).
Студенти мають змогу навчатися за системою подвійного диплома (одночасно отримувати освіту в інституті філології та журналістики та в провідних навчальних закладах Європи); стажуватися в Поморській академії (м. Слупськ, Польща), а влітку для всіх охочих проводять літній інтенсивний курс польської мови. У рамках проекту студенти під час канікул мають змогу пройти стажування в мовно-методичній школі міста Кельце (Польща).
Розширюються й зміцнюються зв’язки навчально-наукового інституту філології та журналістики з міжнародними фундаціями та установами, зокрема з Корпусом Миру США, який направляє для роботи зі студентами інституту координаторів своєї установи.
Для студентів інституту регулярно читають лекції провідні вітчизняні та зарубіжні філологи. Кілька років поспіль діє проект «Провідні славісти світу — у Житомирському університеті». Щороку із публічними лекціями перед студентами-філологами виступають професори Ягелонського, Варшавського університетів, університету Марії-Кюрі Склодовської (Польща) та Будапештського (Угорщина) університету.
В інституті філології та журналістики діють центри полоністики та богемістики, завдяки яким, студенти мають змогу вивчати польську та чеську мови. Основними напрямками діяльності центру полоністики є навчання польської мови студентів; видання наукового часопису «Українська полоністика»; наукові дослідження польської тематики; проведення наукових конференцій, семінарів, читань, круглих столів; організація методичної роботи серед вчителів-полоністів; культурно-просвітницька робота серед студентської молоді; співпраця з установами усіх форм власності та громадськими організаціями Житомирської області, України та Республіки Польща. У центрі богемістики здійснюють наукові дослідження в галузі чеської мови та літератури, етнографії, культури регіонів у історичному, компаративному аспектах, а також у вивченні лінгводидактичних питань. Загалом робота центру спрямована на сприяння розвитку культури й співпраці народів України та Чеської Республіки.

### Декани факультету
- О. Масюкевич,
- С. Радчук-Павленко (1948—1954, 1956—1964, 1967—1971, 1972),
- Я. Ривкіс (1964—1967),
- С. Щерба (1971—1972),
- Г. Кисельов (1972—1975),
- І. Роздобудько (1975—1981),
- С. Пультер (1981—1996),
- І. Плотницька (1996—1998),
- Т. Недашківська (2003—2005),
- Л. Монастирецький (1998—2003, 2005—2007).

### Директори інституту філології та журналістики
- В. Мойсієнко (2007—2013),
- В. Халін (2013—дотепер).

## Дирекція інституту
Заступники директора:
- Башманівський Олексій, заступник з навчальної роботи
- Пустохіна Вікторія, заступник з виховної роботи

## Структура інституту
- Кафедра видавничої справи, редагування, основ журналістики та філології [Архівовано 23 лютого 2013 у Wayback Machine.] (зав. каф. В. І. Башманівський)
- Кафедра світової літератури та методик викладання філологічних дисциплін [Архівовано 22 березня 2013 у Wayback Machine.] (зав. каф. А. В. Усатий)
- Кафедра слов'янських та германських мов [Архівовано 18 лютого 2013 у Wayback Machine.] (зав. каф. Т. Є. Недашківська)
- Кафедра українського літературознавства та компаративістики [Архівовано 18 лютого 2013 у Wayback Machine.] (зав. каф. О.О.Юрчук)
- Кафедра української мови [Архівовано 24 березня 2013 у Wayback Machine.] (зав. каф. В. М. Мойсієнко)

## Відомі випускники

### Науковці
- Абрамович Семен Дмитрович, доктор філологічних наук, професор
- Білоус Петро Васильович, доктор філологічних наук, професор
- Єршов Володимир Олегович, доктор філологічних наук, професор
- Левченко Галина Дмитрівна, доктор філологічних наук
- Мойсієнко Віктор Михайлович, доктор філологічних наук, професор
- Махпіров Валерій, доктор філологічних наук
- Недашківська Тетяна Євгенівна, кандидат філологічних наук, доцент
- Никончук Микола Васильович, доктор філологічних наук, професор
- Слюсар Вадим Миколайович, доктор філософських наук, доцент
- Ткачук Микола Платонович, доктор філологічних наук
- Чирков Олександр Семенович, доктор філологічних наук, професор
- Юрчук Олена Олександрівна, доктор філологічних наук

### Письменники
- Врублевський Василь Марцельович, директор Житомирської обласної бібліотеки імені Олега Ольжича
- Даниленко Володимир Григорович, письменник, літературознавець, кандидат філологічних наук
- Концевич Євген Васильович, український письменник, «шістдесятник»
- Лазо Сергій Васильович, український письменник,
- Савенець Андрій Миколайович, поет, перекладач, літературознавець, кандидат філологічних наук
- Сьомочкіна-Рижко Олена Миколаївна, українська поетеса, прозаїк, літературознавець, кандидат філологічних наук
- Цимбалюк Григорій Миколайович, український письменник

Талановиті журналісти, телеведучі, режисери:
Генеральний директор Житомирської обласної державної телерадіокомпанії, засл. журналіст України В. Бойко;
редактор журналу «Публичные люди» Н. Влащенко;
С. Кудімов (канал «1+1»);
Л. Куликівська, К. Ігнатчук та І. Сайдометова-Гриценко («Перший національний канал»);
парламентський телевізійний канал Казахстану очолює випускниця філологічного факультету ЖДПІ 1978 року Рабіга Аманжолова (Асілова), яка у 80-ті роки була ведучою популярної програми ЦТ «Время».

### Діячі культури та мистецтва
- Покропивний Микола Петрович, Заслужений працівник культури України, директор Житомирського коледжу культури і мистецтв ім. Івана Огієнка
- Шевчук Анатолій Мефодійович, історик українського образотворчого мистецтва, письменник, перекладач
- Шинкарук Володимир Федорович, Заслужений працівник культури України, поет, прозаїк, композитор, бард-виконавець
- Шинкарук Ірина Володимирівна, Заслужена артистка України, українська співачка
- капітан команди КВН «Дівчата з Житомира», актриса кіно М. Поплавська;
- вокаліст і гітарист гурту «Друга ріка» В. Скуратовський;
- композитор К. Яновський.